# Thospia permixtella
Thospia permixtella is een vlinder uit de familie snuitmotten (Pyralidae). De wetenschappelijke naam is voor het eerst geldig gepubliceerd in 1888 door Ragonot.
De soort komt voor in Europa.